# Бальштедт
Бальштедт (нем. Ballstädt) — община в Германии, в земле Тюрингия.
Входит в состав района Гота. Подчиняется управлению Миттлерес Нессеталь.  Население составляет 691 человек (на 31 декабря 2010 года). Занимает площадь 11,86 км².